# Конкур

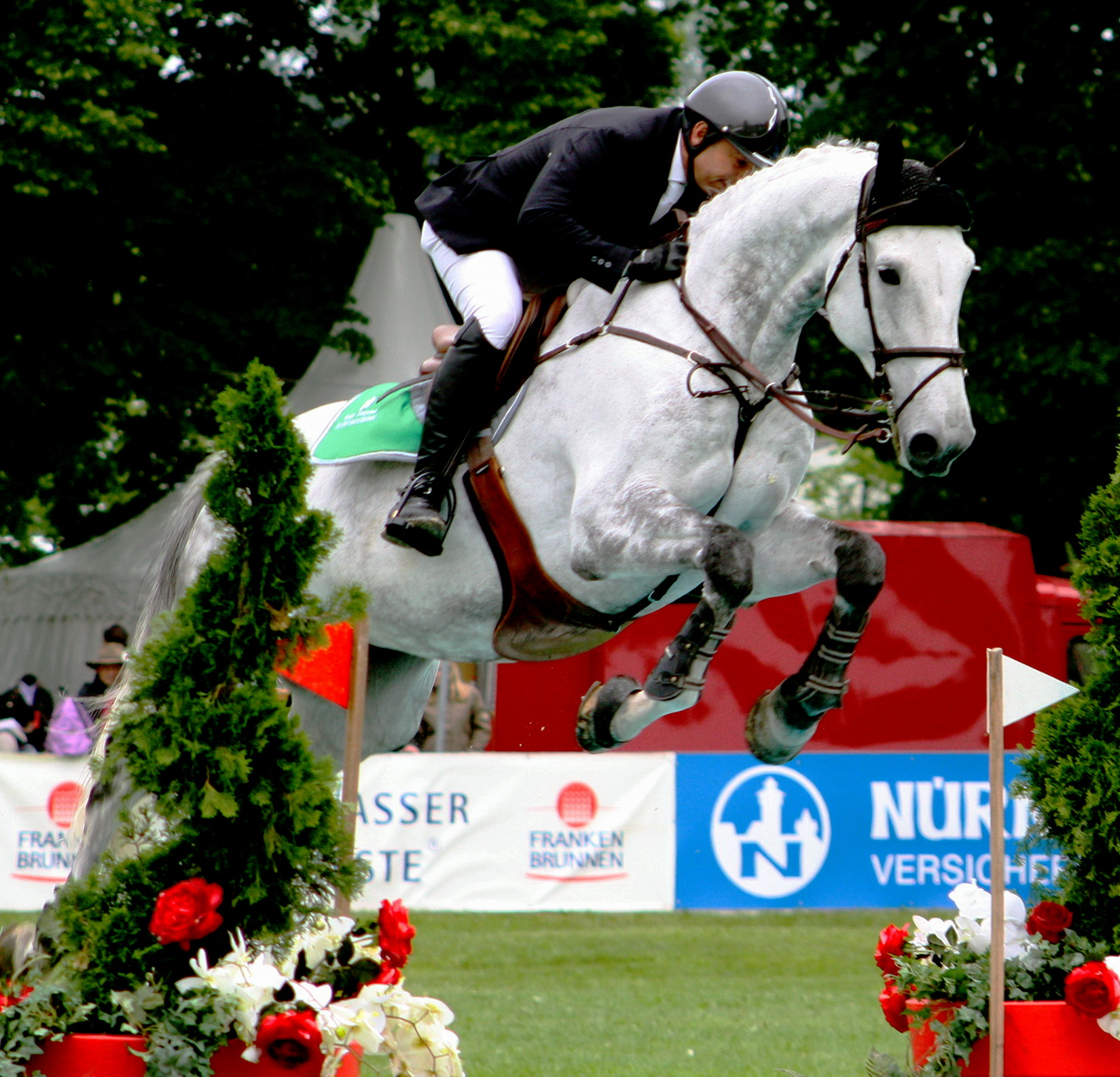

Техніка стрибка

Конку́р (фр. concours hippique — кінні змагання) — змагання з подолання перешкод верхи на коні, що проходять на конкурному полі. Конкур стали проводити з середини XIX сторіччя в Бельгії, потім у Франції та Італії. Залежно від кількості перешкод та їхньої висоти конкур ділиться на легкий, середній, важкий та вищий.
Також конкур ділиться на конкур «на вибір», «до першої помилки», «мисливський паркур», швидкісний. Вище всіх на неосідланому коні на ім'я Ред Флайт стрибнув Майкл Уітейкер у Дубліні в 1982 році — 2,13 м. Рекорд Європи у висотному стрибку (2,35 м) встановив у 1988 році швейцарець Маркус Фукс на світло-сірому коні вестфальської породи на ім'я Пушкін. Зображення верхової їзди є на перських гравюрах, датованих приблизно 3000 роком до н. е. Перші змагання з подолання перешкод (конкури) було організовано в манежі на вулиці Іслінґтон в Лондоні в 1869 році. Змагання з подолання перешкод було вперше включено в програму Олімпійських ігор у 1912.